# Parasita obrigatório

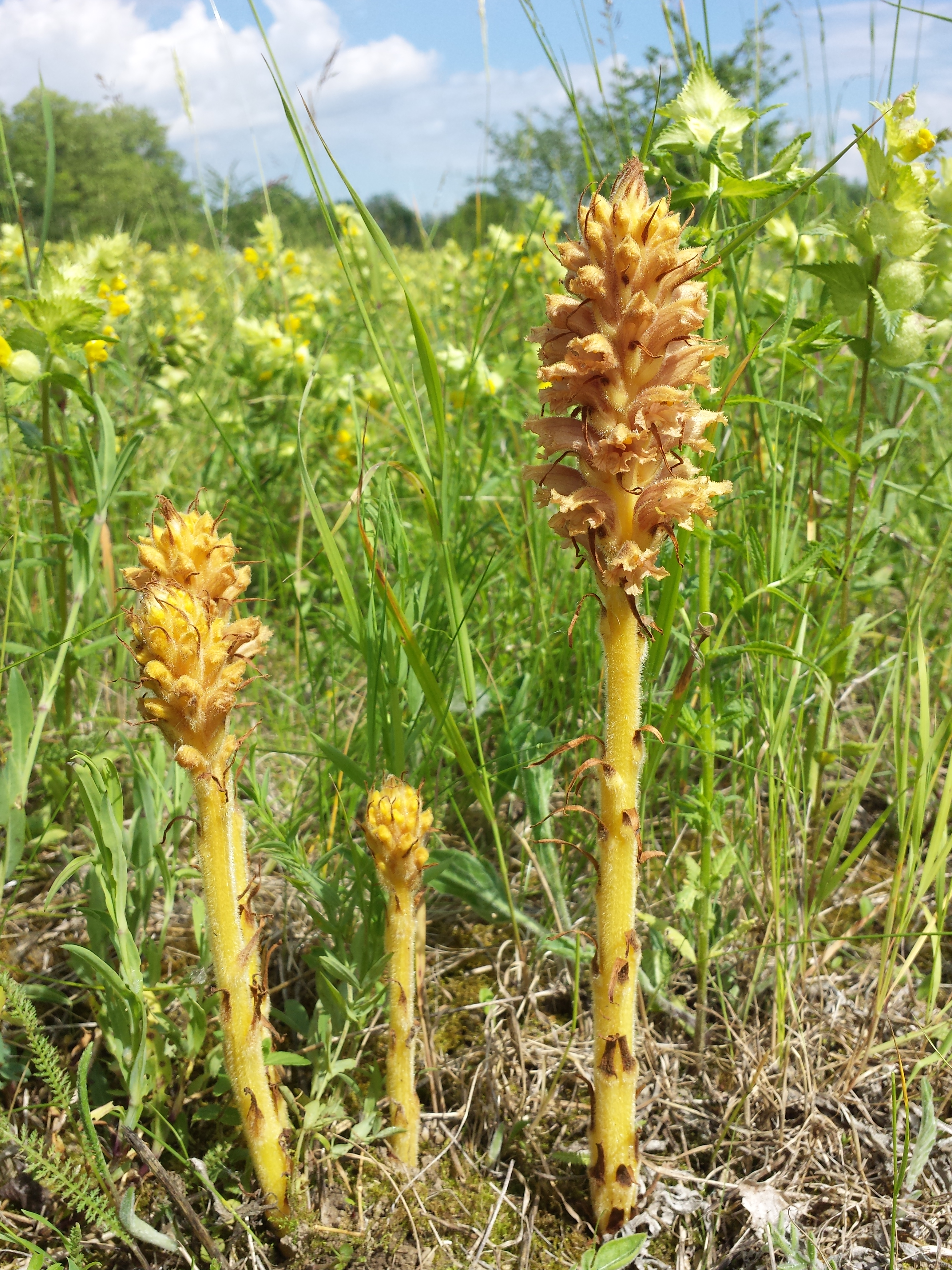
Orobanche elatior, uma planta parasita.

Um parasita obrigatório é um organismo parasita que não consegue viver independentemente do seu hospedeiro.